# Bulat Okudzhava
Bulat Shalvovitch Okudzhava, em russo: Була́т Ша́лвович Окуджа́ва e em georgiano: ბულატ ოკუჯავა (Moscou, 9 de maio de 1924 – Paris, 12 de junho de 1997) foi um poeta, músico, escritor, novelista e compositor russo-soviético. Seus trabalhos críticos preocupavam as autoridades soviéticas, que não reconheciam o prestígio de Okudzhava, que emigrou para a França, onde morreu, em 1997.